# شراكة بين قطة وفأرة

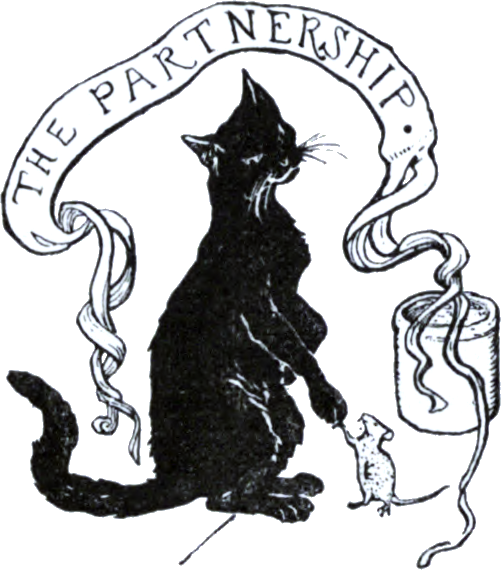

شراكة بين قطة وفأرة، هي حكاية خرافية من حكايات الأخوين غريم.

## القصة
قطة وفأرة، وخلافاً للمعتاد، تصبحان صديقتين، كانت صداقتهما جيدة لدرجة أنهما تقرران التشارك في المنزل. تقرران شراء وعاء من الدهن وتخفيانه عن الأنظار في زاوية الكنيسة لحفظه. بعد وقت قصير، تخبر القطة شريكتها أن إحدى قريباتها قد أنجبت وأنها طلبت منها أن تصبح عرابة الوليد. بدلاً من الذهاب للعماد، تذهب القطة إلى زاوية الكنيسة وتأكل الطبقة العليا من الدهن في الوعاء. بعدما تعود إلى المنزل، تسألها الفأرة عن اسم القطة الوليدة، فترد القطة «الأعلى ذهب». تذكر الفأرة أنها لم تسمع بهذا الاسم قط من قبل.
بعد ذلك بوقت قصير، تعلن القطة مرة أخرى أنها قد دعيت إلى حفل تعميد. فتذهب إلى الوعاء وتأكل كمية من الدهن. بعدما تعود تسألها الفأرة عن اسم الوليد، فتقول «النصف ذهب»، فتستغرب الفأرة الاسم الغريب. 
تذهب القطة للمرة الثالثة إلى الكنيسة وتجهز على الدهن كله. وعندما تسألها الفأرة عن الاسم تقول «الكل ذهب». 
يحل فصل الشتاء وتكون الأوضاع عجفاء للصديقتين، تقترح الفأرة الذهاب إلى الكنيسة واستعادة الدهن المخزّن هناك. لكنها عندما ترى الوعاء فارغاً، خطرت ببالها الأسماء الغريبة، الأعلى ذهب، النصف ذهب، والكل ذهب. فتعترض، تحذرها القطة من الاستمرار في الاعتراض، لكن الفأرة لا تسكت، لذا تهجم عليها القطة وتلتهمها. وهذا ختام القصة.

## روابط خارجية
- نسخة إنجليزية قديمة
- أنواع أخرى